# Ууслінн
Ууслінн (ест. Uuslinn — «Нове місто») — мікрорайон в районі Ласнамяє міста Таллінн. Його населення складає 353 чоловіки (1 січня 2014). В мікрорайоні курсують автобусні маршрути номер 31, 39, 67, 68.

## Історія

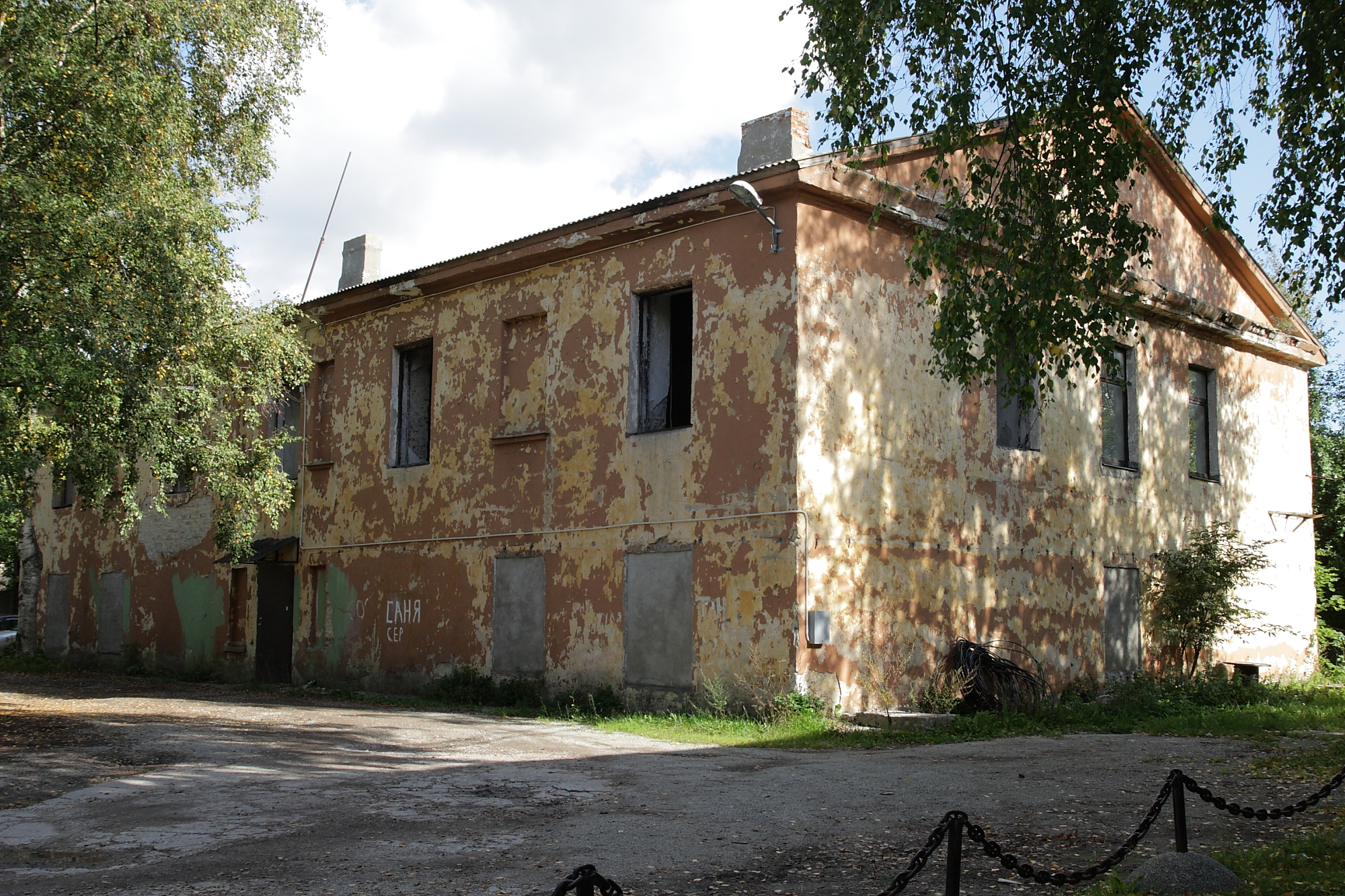
Колишня будівля штабу. XVIII ст.

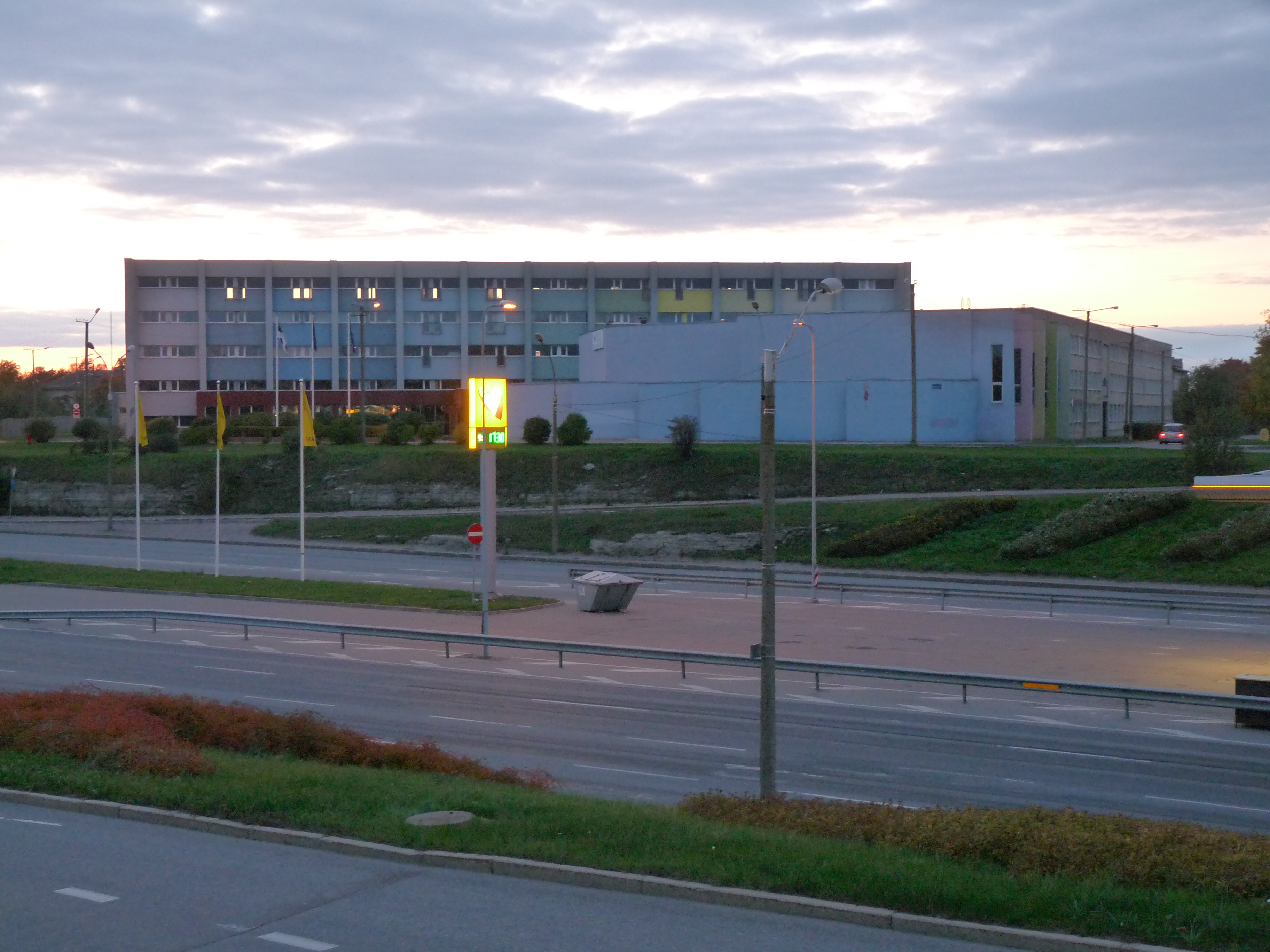
Вид на Талліннське Ласнамяеське механічне училище

Мікрорайон названий на честь розташованого тут раніше поселення військово-морського флоту «Нове місто» (нім. Neustadt), побудованого в 1796 році під керівництвом генерал-губернатора Естляндскої губернії Миколи Васильовича Рєпніна та адмірала Василя Яковича Чічагова.
Поселення мало сім двохповерхових будинків, п'ятнадцять одноповерхових, вісім кухонь та їдалень, конюшень і п'ять будівель менших розмірів різного призначення.
Так як російські військові не були добре знайомі з будівництвом з вапняку, стіни будівель незабаром почали вбирати вологу та розвалюватись. В казармах було волого і особовий склад багато хворів. Більшу частину будівель було продано і розібрано на будівельні матеріали. В 1830—1840-х роках від військового містечка залишилась тільки колишня будівля штабу, яка збереглась до наших днів і розташована на вулиці Валге. Будівля штабу є історичною пам'яткою.
На іншій стороні вулиці Валге знаходиться побудований 1805 році Нижній маяк Таллінна.
В 1849 році промисловець Б.Н. Мейєр побудував тут чавуноплавильний завод, який пізніше був перенесений на територію сучасного мікрорайону Келдрімяе.
До 1940 року в мікрорайоні будувались двохповерхові житлові будинки, до багатьох з яких пізніше були добудовані треті поверхи.
В 1973 році в мікрорайоні було побудоване Талліннське ласнамяеське механічне училище.

## Населення
За даними самоуправління Таллінна, на 1 січня 2014 року населення Ууслінна становило 353 жителів. Чоловіків серед них 41%. Естонці становили 28% мешканців мікрорайону.
| 2008 | 2010  | 2011  | 2012  | 2014  |
| ---- | ----- | ----- | ----- | ----- |
| 356  | ↗ 365 | ↘ 362 | ↗ 363 | ↘ 353 |